# 최진우 (프로게이머)
최진우(1980년 3월 23일 ~)는 대한민국의 전직 스타크래프트 프로게이머이다. 종족은 랜덤, 아이디는 FreeMura와 Ace)Diamond이었다.
스타크래프트 대회가 공식 개최된 1999년부터 신주영, 이기석과 같이 두각을 나타냈던 1세대 프로게이머였다. 주로 확장 위주로 플레이를 하였다.
1999년 12월 30일, 온게임넷 스타리그의 전신인 99 프로게이머 코리아 오픈 결승에서 국기봉을 3:2로 꺾고 우승을 차지했다. 이는 양대 방송사 공통 최초의 개인리그 우승 기록이지만, 현재는 비공식 기록으로 남아있다.
당시 최진우는 PKO에서 치른 18경기 중 11경기를 저그로 플레이했었지만(하지만 선택 종족은 랜덤이었다.), 최종 기록에는 랜덤으로 기재되면서 「저그 최초의 우승」으로 인정받지는 못했다. 때문에, 이후 2004년 Gillette 2004 스타리그에서 우승한 박성준 (POS)이 최초의 저그 우승자로 공식 기록되었다.
2001년 봄 군입대 문제로 2년동안 은퇴하였으며, 제대 이후인 2003년 겨울 KTF 매직엔스 (현 KT 롤스터)에 입단하며 프로게이머로 복귀하였으나, 2004년 가을에 다시 은퇴하면서 프로게임계를 완전히 떠났다.

## 주요 기록
메이저 개인리그 우승 1회
- 1999년 삼성 싱크마스터즈 대회 우승
- 1999년 스포츠 투데이컵 단체전 우승
- 1999년 제1회 GPL 대회 단체전 2관왕
- 1999년 제1회 외환은행배 단체전 준우승
- 1999년 99 프로게이머 코리아 오픈 우승 (3:2 국기봉)
- 2000년 크레지오 코넷배 스타 8인전 4강
- 2000년 하나로통신배 온게임넷 스타리그 8강
- 2000년 온게임넷 왕중왕전 2000 본선
- 2004년 2004 LG IBM MBC게임 팀리그 준우승 (KTF 매직엔스)